# Synagoga Józefa Nelkina w Łodzi
Synagoga Józefa Nelkina w Łodzi – prywatny dom modlitwy znajdujący się w Łodzi przy ulicy Dzielnej 29.
Synagoga została zbudowana w 1904 roku z inicjatywy Józefa Nelkina. Mogła ona pomieścić 50 osób. Podczas II wojny światowej hitlerowcy zdewastowali synagogę.